# Гатка (Бурынский район)
Гатка (укр. Гатка) — село,
Дьяковский сельский совет,
Бурынский район,
Сумская область,
Украина.
Код КОАТУУ — 5920983202. Население по переписи 2001 года составляло 90 человек .

## Географическое положение
Село Гатка находится на левом берегу реки Вижлица,
выше по течению примыкает посёлок Кошарское,
ниже по течению на расстоянии в 3 км расположено село Новый Мир.
На реке небольшая запруда.
Рядом проходит железная дорога, станция Кошары.